# Бахрейн на летних Олимпийских играх 2004
Бахрейн принимал участие в Летних Олимпийских играх 2004 года в Афинах (Греция) в шестой раз за свою историю, но не завоевал ни одной медали.

## Результаты соревнований

### Лёгкая атлетика
Мужчины
Беговые дисциплины
| Дисциплина         | Спортсмен         | Предварительный раунд | Предварительный раунд | Предварительный раунд | Четвертьфиналы | Четвертьфиналы | Четвертьфиналы | Полуфиналы           | Полуфиналы           | Полуфиналы           | Финал                | Финал                |
| Дисциплина         | Спортсмен         | Забег                 | Время                 | Место                 | Забег          | Время          | Место          | Забег                | Время                | Место                | Время                | Место                |
| ------------------ | ----------------- | --------------------- | --------------------- | --------------------- | -------------- | -------------- | -------------- | -------------------- | -------------------- | -------------------- | -------------------- | -------------------- |
| бег на 800 метров  | Юсуф Саад Камель  | 9                     | 1:46,94               | 3                     | Не проводится  | Не проводится  | Не проводится  | Завершил выступление | Завершил выступление | Завершил выступление | Завершил выступление | Завершил выступление |
| бег на 1500 метров | Рашид Рамзи       | 3                     | 3:37,93               | 4 (Q)                 | Не проводится  | Не проводится  | Не проводится  | 1                    | 3:44,60              | 11                   | Завершил выступление | Завершил выступление |
| бег на 5000 метров | Абдельхак Закария | 1                     | 13:42,04              | 15                    | Не проводится  | Не проводится  | Не проводится  | Не проводится        | Не проводится        | Не проводится        | Завершил выступление | Завершил выступление |

Шоссейные дисциплины
| Дисциплина | Спортсмен        | Время | Место | Отставание |
| ---------- | ---------------- | ----- | ----- | ---------- |
| марафон    | Рияд Аль-Мустафа | DNF   | DNF   | DNF        |

Женщины
Беговые дисциплины
| Дисциплина        | Спортсмен        | Предварительный раунд | Предварительный раунд | Предварительный раунд | Четвертьфиналы        | Четвертьфиналы        | Четвертьфиналы        | Полуфиналы            | Полуфиналы            | Полуфиналы            | Финал                 | Финал                 |
| Дисциплина        | Спортсмен        | Забег                 | Время                 | Место                 | Забег                 | Время                 | Место                 | Забег                 | Время                 | Место                 | Время                 | Место                 |
| ----------------- | ---------------- | --------------------- | --------------------- | --------------------- | --------------------- | --------------------- | --------------------- | --------------------- | --------------------- | --------------------- | --------------------- | --------------------- |
| бег на 100 метров | Ракия Аль-Гассра | 2                     | 11,49                 | 5                     | Завершила выступление | Завершила выступление | Завершила выступление | Завершила выступление | Завершила выступление | Завершила выступление | Завершила выступление | Завершила выступление |

Шоссейные дисциплины
| Дисциплина | Спортсмен      | Время | Место | Отставание |
| ---------- | -------------- | ----- | ----- | ---------- |
| марафон    | Надия Эджафини | DNF   | DNF   | DNF        |